# 1er bataillon de volontaires de l'Ain
Le 1er bataillon de volontaires nationaux de l'Ain, dit bataillon de Bourg, était une unité militaire de l’armée française créée sous la Révolution française. Il fut également appelé plus simplement 1er bataillon de l'Ain.

## Création et différentes dénominations
Le 1er bataillon de volontaires de l'Ain est formé à 8 compagnies et 1 compagnie de grenadiers du 4 septembre 1791 au 25 septembre 1791 à Bourg-en-Bresse.
- Compagnie de grenadiers
- 1re compagnie de Chavannes-sur-Suran.
- 2e compagnie de Collonges
- 3e compagnie de Lagnieu
- 4e compagnie de Thoiry
- 5e compagnie de Saint-Rambert-en-Bugey
- 6e compagnie de Châtillon-de-Michaille
- 7e compagnie de Seyssel
- 8e compagnie de Saint-Benoît

Le 21 juin 1794 il est amalgame pour former la 91e demi-brigade de première formation.

## Commandants
- 1791-1793 : Pierre Argoud, lieutenant-colonel en chef, originaire de Saint-Geoire-en-Valdaine en Isère
- 1793-1794 : Guillaume Collet, lieutenant-colonel en chef, originaire de Hauteville dans l'Ain

## Historique des garnisons, combats et batailles

### 1791
Le bataillon est composé de 8 compagnies choisies par le sort parmi les 17 formées dans les divers districts du 4 au 25 septembre et demeurées disponibles après la formation des 2e et 3e bataillons de volontaires de l'Ain.

### 1792
Rassemblé à Bourg-en-Bresse le 20 janvier 1792 et organisé du 21 au 23 janvier par les commissaires du département, il est aussitôt passé en revue.

Après quelques semaines de séjour à Bourg et ses environs, le bataillon est affecté à l'armée du Rhin. Il quitte Bourg le 25 avril et passant par Lons-le-Saunier, Poligny, Salins, Besançon et Belfort, il arrive en mai à Ammerschwihr où il demeure en garnison jusqu'à la fin du mois.

En juin, il est à Neuf-Brisach, avec le 6e bataillon du Jura, puis aux environs de Belfort le 1er juillet, avec 456 présents, avant d'être affecté au corps de Porrentruy, sous les ordres du général Ferrier du Chatelet. En août il se trouve à Delle où il prend part aux opérations militaires de ce corps.

Du 1er octobre jusqu'à mi-décembre, il cantonne à Ottmarsheim avant de rejoindre Kembs le 15 décembre puis Obenheim, le 27, où il prend ses quartiers d'hiver.

### 1793
Le 1er février, avec un effectif de 561 hommes il quitte Obenheim pour Wissembourg et prend ses quartiers à Rott avant de rejoindre le camp de Wissembourg en avril où il reçoit plus de 350 recrues.

Le 17 mai le bataillon se distingue au combat de Rülzheim avant de prendre part aux opérations des lignes de Wissembourg avec la division Munnier. Le 15 août, avec 840 soldats, il est en compagnie du 3e bataillon de volontaires de l'Ain présent au moulin de Bienwald, tandis que son dépôt reste à Strasbourg.

Rattaché à la brigade Montigny, il prend part, le 18 septembre, au combat sur la Lauter, à la prise du Buechelberg (de) dans le Bienwald et aux combats du 19 et du 20 qui s'ensuivent.

Mi-octobre il est encore au moulin de Bienwald, le 17 il campe à Ingenheim et occupe le Kochersberg le 19 octobre avec la 6e demi-brigade de première formation. Le 30 octobre, rattaché à la brigade Isambert le bataillon campe à Vendenheim à partir du 1er novembre puis dans les environs de Haguenau le 17 décembre avec la division Michaud.

### 1794
Le 11 janvier, le bataillon cantonne à Neuburg avec la division Primont (450 présents). Le 20 janvier passé à la division Argoud, il se trouve à Motheren puis à Munchhausen fin janvier, Mörschbach le 3 février, Kaiserslautern le 19 février et jusqu'en avril. Il cantonne ensuite à Lachen le 18 avril (effectif 720), à Neustadt le 21 mai et à Rheinthalle 10 juin. 
Il est amalgamé le 21 juin à Annweiler, par Rougemont, avec le 1er bataillon du 46e régiment d'infanterie et le 1er bataillon de volontaires du Jura, pour former la 91e demi-brigade de première formation. Cette demi-brigade entrera le 19 février 1796, à Weyersheim, dans la composition de la 3e nouvelle demi-brigade.

## Biographie de personnes ayant servi au1erbataillon de volontaires de l'Ain

### François Trocu de Latour
François Trocu de Latour est né à Saint-Rambert-en-Bugey le 23 juin 1725. Il entre en tant que volontaire au Régiment Royal-Cravates cavalerie durant 4 ans avant d'être nommé lieutenant dans le régiment d'Enghien cavalerie en 1748 avant d'être nommé capitaine en 1758 et fait chevalier de Saint-Louis en 1773 et de se retirer avec pension en 1779.

Il devient commandant la garde nationale de Saint-Rambert puis est élu lieutenant-colonel en second du 1er bataillon de volontaires de l'Ain le 23 janvier 1792, à l'âge de 67 ans, mais il démissionne presque aussitôt.

### Jean-Baptiste Collet
Jean-Baptiste Collet, menuisier-ébéniste, engagé volontaire en tant que capitaine dans le 1er bataillon de l'Ain et mort dans le Piémont en 1794 est le père d'Anthelme Collet.